# Armin Medosch
Armin Medosch (Graz, Àustria, 1962 - Viena, Àustria, 2017) va ser un escriptor, artista i comissari que treballa en el camp de l'art multimèdia i la cultura de xarxa. El 2007 va comissariar i presentar la conferència d'Ars Electronica "Goodbye Privacy" juntament amb Ina Zwerger. El 2006 va comissariar l'exposició "WAVES -electromagnetic waves as a material and medium of art", juntament amb el centre RIXC de Riga. Medosch investiga la relació entre el progrés tecnològic i el canvi social, entre l'art multimèdia i el programari de codi lliure i obert, entre les ones electromagnètiques i el codi. Per ampliar aquests interessos d'investigació teòrics a llarg termini, actualment construeix una nova plataforma investigadora de col·laboració amb el títol "The Next Layer".
Armin Medosch va tenir una important formació en art multimèdia i com a escriptor i crític cultural. A mitjan dècada de 1980 va iniciar el projecte d'art multimèdia i activisme Radio Subcom per crear entorns audiovisuals i d'art radiofònic. Més tard, va coiniciar el projecte Stubnitz Art-Space-Ship, un projecte per convertir un vaixell pesquer d'arrossegament de 80 metres en una base mòbil per a l'art. Juntament amb Shu Lea Cheang i Martin Howse, va iniciar el projecte artístic en viu PLENUM amb Kingdom of Piracy, que formava part de la temporada Node-London d'art multimèdia 2006. Els seus llibres anteriors inclouen Netzpiraten (2001) i Freie Netze (2003). El treball actual de Medosch com a artista inclou el projecte Hidden Histories, un projecte d'art públic i participatiu per a Southampton, Regne Unit, juntament amb Hive Networks. Des del 2002 fins al 2007 ha estat professor associat de mitjans digitals al Ravensbourne College de Comunicació i Disseny, i va ser editor especial de la revista en línia Telepolis del 1996 al 2002.